# Trampa (canción)
«Trampa» es una canción del artista estadounidense Prince Royce en colaboración con el dúo puertorriqueño Zion & Lennox. Se estrenó como el sexto sencillo de su sexto álbum de estudio Alter Ego (2020) el 15 de noviembre de 2019 de 2020.

## Antecedentes y lanzamiento
El cantante anunció la canción mediante sus redes sociales, el 14 de noviembre de 2019. Se estrenó como sencillo al día siguiente, para la promoción de su sexto álbum de estudio. Se convirtió en la quinta canción anunciada para el álbum Alter Ego (2020).

## Composición
La canción urbana escrita por Royce y Zion & Lennox junto a la colaboración de D'Lesly Lora, Regi y René Da Silva, expresa en sus letras una bella mujer que aparenta ser una santa pero que según los versos esta lejos de serlo, pues siempre hace que el protagonista caiga en su trampa.

## Video musical
El video musical se estrenó el 15 de noviembre de 2019. Filmado en Wynwood en Miami, bajo la dirección de Fernando Lugo, el clip es protagonizado por la ex Miss Colombia Ariadna Gutiérrez, quien seduce a los cantantes a lo largo del proyecto visual.

## Historial de lanzamiento
| País   | Fecha                   | Formato                     | Discográfica                | Ref    |
| ------ | ----------------------- | --------------------------- | --------------------------- | ------ |
| Varios | 15 de noviembre de 2019 | Descarga digital, Streaming | Sony Music Entertainment US | [ 12 ] |